# 陽気な仲間 (ホントホルスト)
『陽気な仲間』（ようきななかま、独: Fröhliche Gesellschaft, 英: Merry Company）は、オランダ黄金時代の画家ヘラルト・ファン・ホントホルストが1622年にキャンバス上に油彩で制作した絵画である。 居酒屋の場面を描いており、『放蕩息子』（ほうとうむすこ、英: The Prodigal Son）、『帰還』（きかん、英: The Return）、『祝宴』（しゅくえん、英: Celebratory Party）という題名でも知られている。飲み仲間を表している本作は、オランダ黄金時代の絵画では一般的な主題である。作品は、おそらく1640年頃、デュッセルドルフのプファルツ選帝侯フィリップ・ヴィルヘルム により取得され、デュッセルドルフの絵画館に入ったが、1806年にミュンヘンのアルテ・ピナコテークに収蔵された。

## 作品
1620年7月26日、ホントホルストがイタリアから10年ぶりにユトレヒトに帰還したことが、ユトレヒトの居酒屋ヘット・ポールチェン (Het Poortgen) において、商人、画家、銅版画家が出席した歓迎会で祝われた。その模様は、法律家、考古学者、画商のアールノウト・ファン・ブーヘル の日記で詳しく記載された。絵画は、その集まりを描いている可能性があり、青いシャツを着ている人物はホントホルストの自画像であるのかもしれない。同年10月、ホントホルストは居酒屋の主人の娘で、彼の従妹であったソフィア・コープマン (Sophia Coopman) と結婚したが、彼女も歓迎会に出席していたのかもしれない。作品のキアロスクーロは、画家のイタリア滞在中に彼がどれだけカラヴァッジョの影響を受けたかを物語っている。構図はロウソクの光源を中心とし、そこから劇のように鮮やかな活気に満ちた様子が生まれている。
本作は、1716年の財産目録中で『売春宿で飲酒と色恋にそそられる放蕩息子』と題されたが、これが作品の本来の題名であることはありそうにない。作品の中には、『新約聖書』の放蕩息子のたとえ話を示唆するものは何もないからである。売春宿にいる3人の騎士が食事、ワイン、美しい娼婦に我を忘れている。画家はそうした不道徳な行いの結果に警告をしているようには見えないが、老婆が持つ揺らめくロウソクの炎は、愛、虚栄、美の儚さを象徴する。老婆自身、3人の若い女性とは対照的で、人生の儚さは作品の主要なテーマとなっている。